# Liste der Mitglieder der American Academy of Arts and Sciences/1853
Im Jahr 1853 wählte die American Academy of Arts and Sciences 13 Personen zu ihren Mitgliedern.

## Neugewählte Mitglieder
- August Boeckh (1785–1867)
- Christian Carl Josias Bunsen (1791–1860)
- Josiah Parsons Cooke (1827–1894)
- Benjamin Eddy Cotting (1812–1897)
- George Grote (1794–1871)
- Thomas Hill (1818–1891)
- William Raymond Lee (1807–1891)
- Karl Richard Lepsius (1810–1884)
- Karl Joseph Anton Mittermaier (1787–1867)
- Joel Parker (1795–1875)
- Samuel Parkman (1816–1854)
- Christian August Friedrich Peters (1806–1880)
- Joseph Winlock (1826–1875)